# 61-я стрелковая дивизия (1-го формирования)
61-я стрелковая дивизия (1-го формирования) — воинское формирование (соединение, стрелковая дивизия) РККА, принимавшее участие в Великой Отечественной войне. Погибла в окружении в августе 1941 года.
Условное наименование — войсковая часть полевая почта (в/ч пп) № 4305.
Сокращённое наименование — 61 сд.

## Формирование дивизии
Дивизия была сформирована не позднее апреля 1931 года. Согласно справке Центрального архива Министерства обороны Российской Федерации от 10.08.2000 № 3/15897, место формирования дивизии неизвестно. С 30 апреля 1931 года командиром дивизии был назначен В. В. Хлебников. 

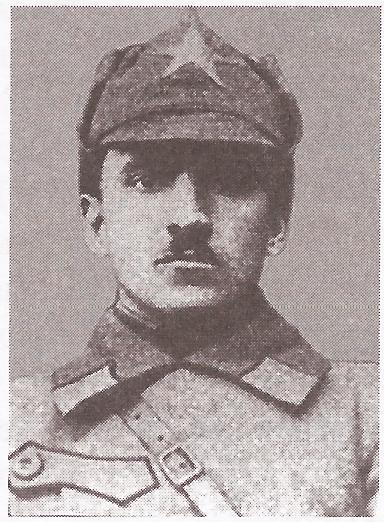
В. В. Хлебников - первый командир 61-й стрелковой дивизии

## Состав дивизии
На 1 июля 1935 года:
- Управление дивизии (г. Балашов Саратовская область);
- 181-й стрелковый полк (г. Сердобск Пензенская область);
- 182-й стрелковый полк (г. Камышин Волгоградская область) (с февраля 1938 года  по август 1939 года командир  - В. П. Евдокимов)[3];
- 183-й стрелковый полк (г. Урюпинск Волгоградская область);
- 61-й артиллерийский полк (г. Балашов Саратовская область).

На 1939 год:
- 66-й стрелковый полк
- 221-й стрелковый полк (с ноября 1940 года командир - майор Ц. А. Горелик)
- 307-й стрелковый полк
- 66-й гаубичный артиллерийский полк
- 55-й лёгкий артиллерийский полк
- 131-й отдельный истребительно-противотанковый дивизион
- 237-й отдельный зенитно- артиллерийский дивизион
- 99-й разведывательный батальон
- 112-й сапёрный батальон
- 107-й отдельный батальон связи
- 22-й медико-санитарный батальонЗдание бывшей гостинцы "Метрополь" в г. Балашов Саратовской области, где в 1930-е годы располагался штаб 61-й стрелковой дивизии, ул. Советская, д. 168.

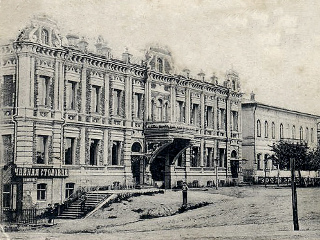
Здание бывшей гостинцы "Метрополь" в г. Балашов Саратовской области, где в 1930-е годы располагался штаб 61-й стрелковой дивизии, ул. Советская, д. 168.

- 53-я отдельная рота химической защиты
- 60-й автотранспортный батальон (88 автотранспортная рота)

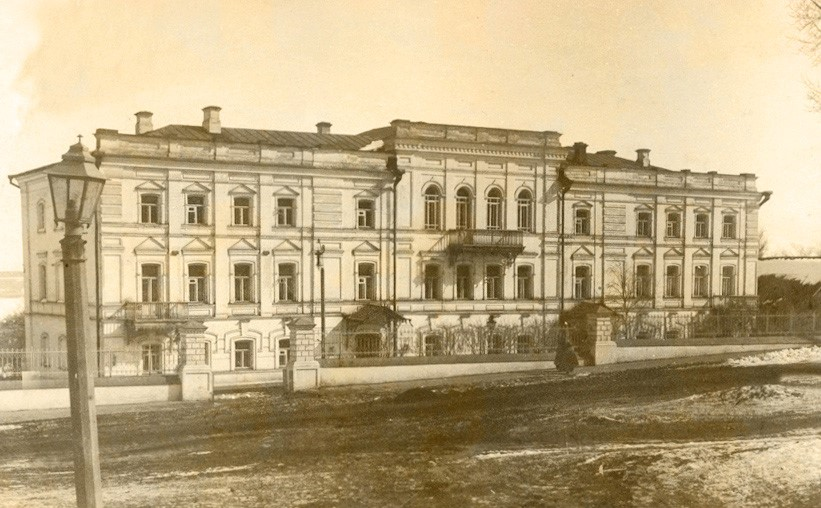
Здание бывшего штаба 61-й стрелковой дивизии в г. Пенза, г. Пенза, ул. Кирова, д. 17, 2022 год.

- 57-й полевой хлебозавод
- 123-я полевая почтовая станция
- 435-я полевая касса Госбанка.

## В Пензенской области
На территорию Пензенской области 61-я стрелковая дивизия была передислоцирована в 1939 году. Штаб дивизии находился в здании бывшего губернского земельного управления по адресу: г. Пенза, ул. Кирова, д. № 17. Личный состав подразделений размещался в казармах, которые ранее занимали части 45-й пехотной дивизии Русской императорской армии.

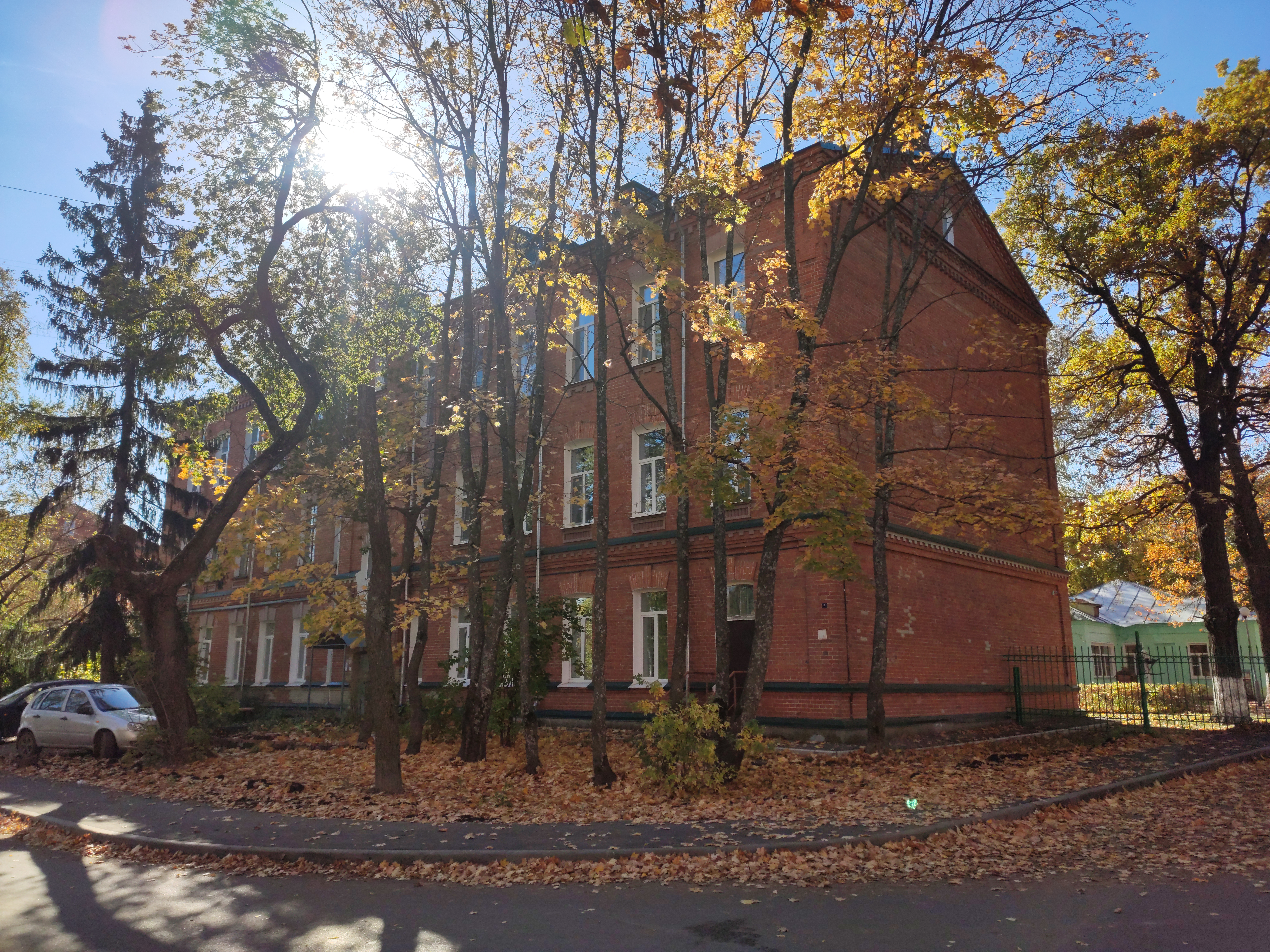
Здания казарм 61-й стрелковой дивизии РККА в г. Пенза, где ранее размещались части 45-й пехотной дивизии РИА.

На территории области части и подразделения 61-й стрелковой дивизии располагались следующим образом:
- город Пенза — (66-й сп, 66-й гап, 237-й озад, 131-й оиптд, 22-й мсб, 99-й рб)
- город Каменка — (307-й сп, 55-й лап, 112-й сапб)
- город Сердобск — (221-й сп)
- ст. Селикса — (107-й обс)

## Великая Отечественная война
В составе действующей армии со 2 июля 1941 по 19 сентября 1941 года.

### сентябрь 1941 года
В июле-августе 1941 г. дивизия вела бои в составе 63-го стрелкового корпуса, корпусом командовал генерал-лейтенант Л. Г. Петровский. 63-й корпус входил в 21-ю армию (СССР).
61-я сд совместно с 154-й и 167-й стрелковыми дивизиями, входившими в 63-й стрелковый корпус, завязали бои уже в первых числах июля. Попытки немецких войск форсировать Днепр в районе г. Рогачёв Гомельской области были успешно отбиты.
В результате последовавшей за этим контратаки советских войск с целью освободить г. Бобруйск 63-й стрелковый корпус продвинулся на запад более, чем на 30 км, были освобождены города Рогачёв и Жлобин, всего более двух десятков населённых пунктов. Однако, корпус понёс значительные потери, контратака встретила сильное сопротивление частей 53-го армейского корпуса противника, перешедшего к обороне на рубеже Озераны, Тихиничи, Стреньки и контратаковавшего в разных направлениях. Наши части вынуждены были отказаться от дальнейших попыток наступать на Бобруйск и направили все усилия на удержание занятых рубежей.
Действия дивизии в составе 63-го корпуса в обороне отличались особым упорством. В конце июля и первой половине августа 1941 г. дивизия прочно удерживала свои позиции, остановив наступление врага.
С рассветом 14 августа противник перешёл в решительное наступление превосходящими силами по всему фронту 63-го корпуса, прижав его части к Днепру.
Поступил приказ об отводе дивизии на восточный берег Днепра.
Отход происходил в сложных условиях. Один из полков 61-й стрелковой дивизии, а также управление 63-го корпуса с корпусными частями оказались в окружении в районе населённого пункта Святое. Л. Г. Петровский лично возглавил авангардные подразделения, пробившие брешь в кольце окружения; в результате указанные части вышли в район станции Салтановка. Однако к этому времени, кроме малого кольца, о котором шла речь, врагу удалось замкнуть более широкое, в котором оказались 61-я , 102-я и 154-я сд, входившие в состав 63-го корпуса в тот момент, артиллерия и штаб корпуса.
Таким образом, основные силы корпуса к 16 августа оказались в клещах в районе юго-восточнее Жлобина. Из окружения вышли только отдельные группы.
19 сентября 1941 года расформирована.

## Командиры
- 30.04.1931 — 10.1933 — Хлебников, Владимир Владимирович, комбриг;
- 29.10.1933 — 09.1936 — Голиков, Филипп Иванович, комбриг (с 29.11.1935);
- до 8 июня 1938 — Тихомиров, Евгений Михайлович, комбриг;
- 08.06.1938 — 01.1939 — Томилов, Дмитрий Иванович, майор, 16.08.1938 полковник (и.о. командира дивизии);
- 01.1939 — 08.1939 — Фоканов, Яков Степанович, комбриг;
- 23.08.1939 — 18.08.1941 — Прищепа, Николай Андреевич, полковник, с 31.07.1941 генерал-майор[4]);
- 19.08.1941 — Гофман Александр Эмильевич, полковник.

## Начальники штаба
- 04.1931 — 15.05.1932 — Березовский, Илья Николаевич;
- 04.1938 — 12.1938 — Прищепа, Николай Андреевич, капитан[5].Мемориальная доска на здании Пензенского военного госпиталя, г. Пенза, ул. Кирова, д. 17

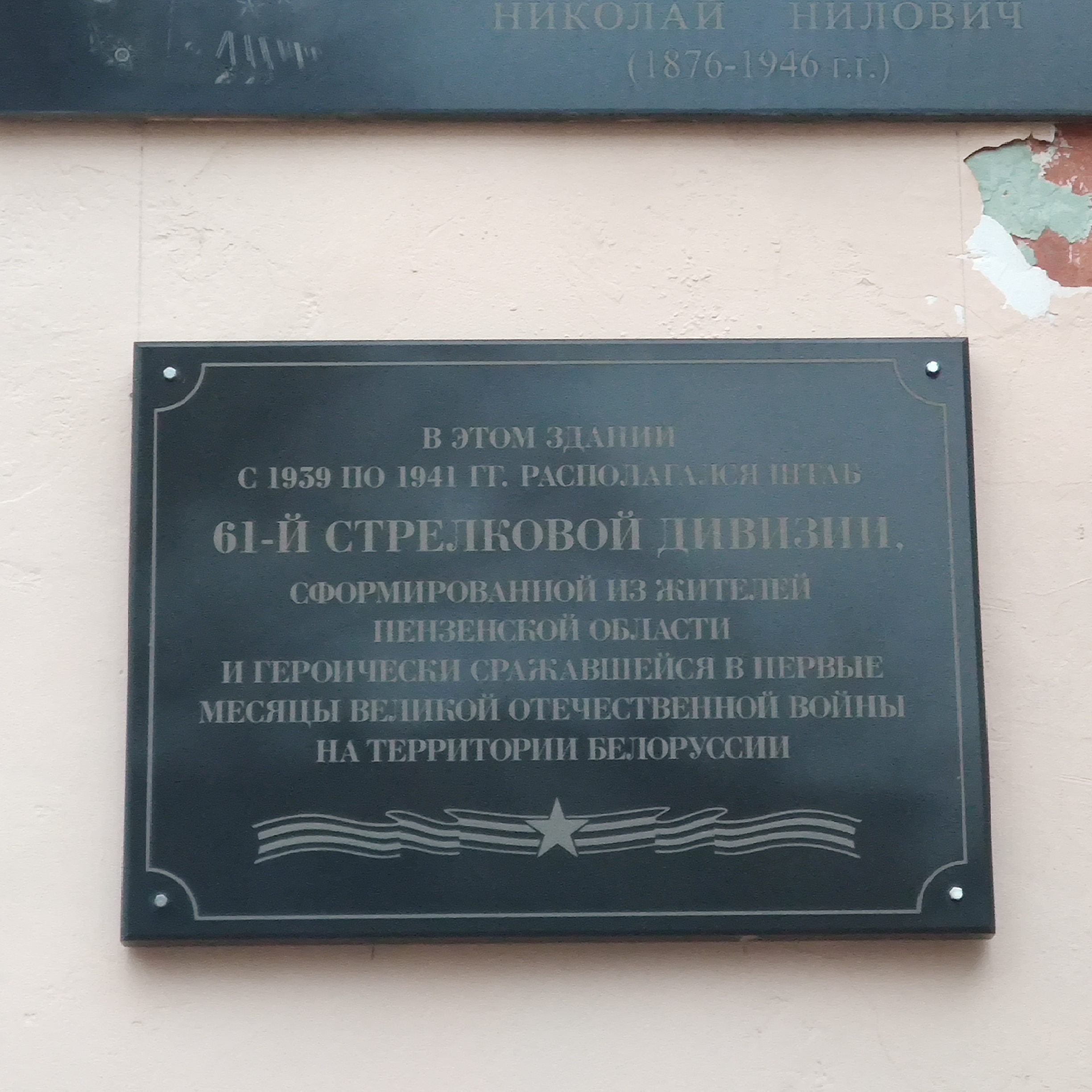
Мемориальная доска на здании Пензенского военного госпиталя, г. Пенза, ул. Кирова, д. 17

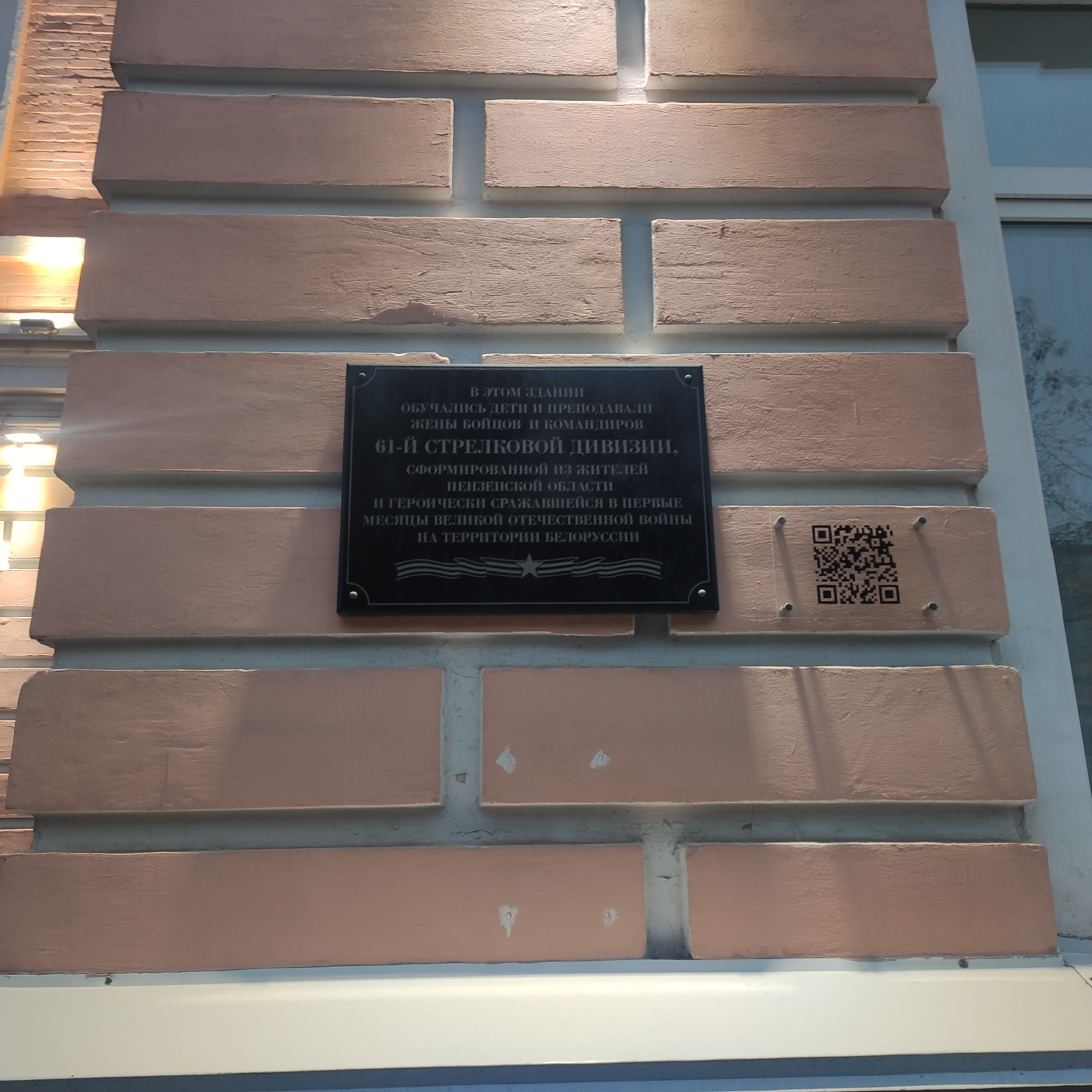
Мемориальная доска на здании Многопрофильной гимназии № 4,г. Пенза, ул. Володарского, д 1

## Увековечение памяти
22 июня 2011 года в День памяти и скорби и 70-й годовщины начала Великой Отечественной войны в г. Пенза были открыты две мемориальных доски, посвящённые бойцам и командирам 61-й стрелковой дивизии, сформированной в Пензенской области. Одна мемориальная доска установлена на здании Пензенского военного госпиталя (г. Пенза, ул. Кирова, 17), в котором в 1939—1941 гг. располагался штаб дивизии, вторая доска — на здании Многопрофильной гимназии № 4 «Ступени» (г. Пенза, ул. Володарского, 1), в которой учились дети и преподавали жёны бойцов и командиров дивизии.

## Галерея

### Фото

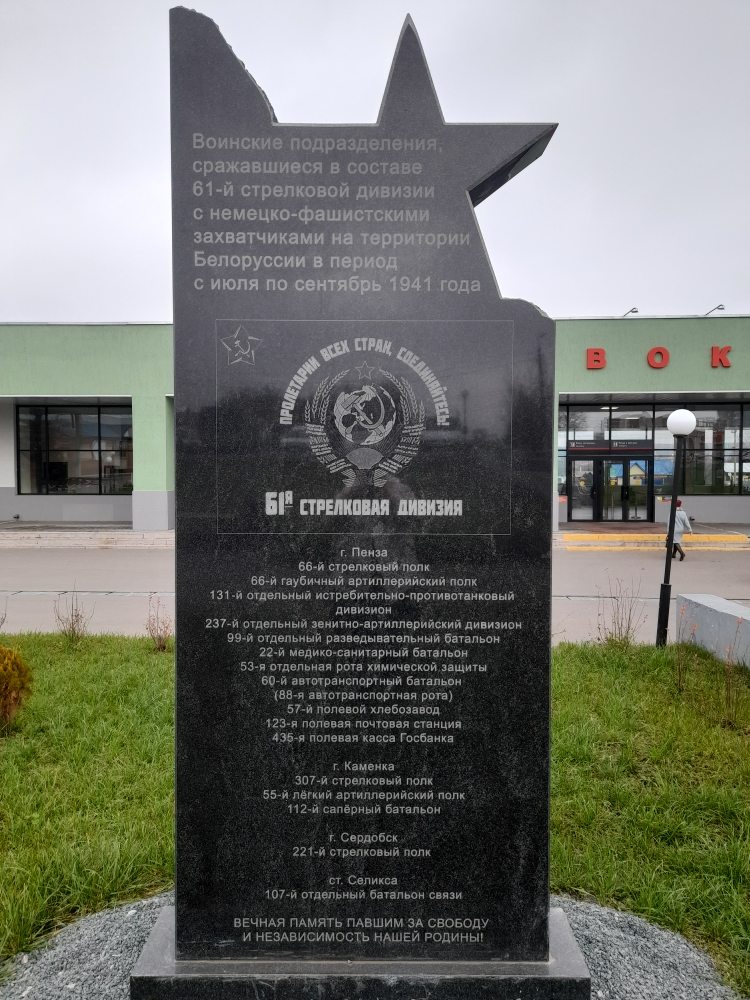
Памятник 61-й стрелковой дивизии в г. Каменка

### Документы

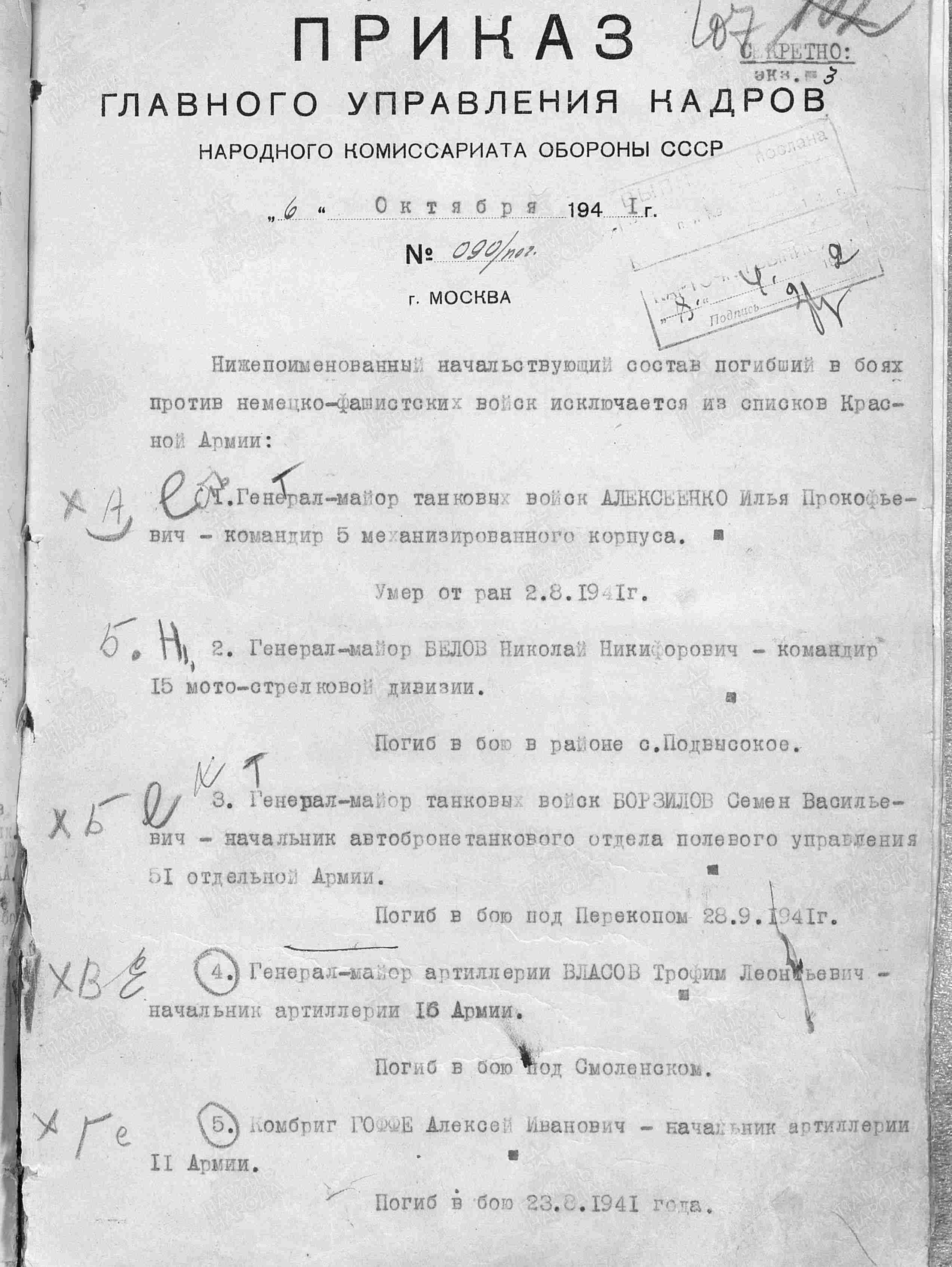
Сообщение о гибели генерал-майора Н. А. Прищепы
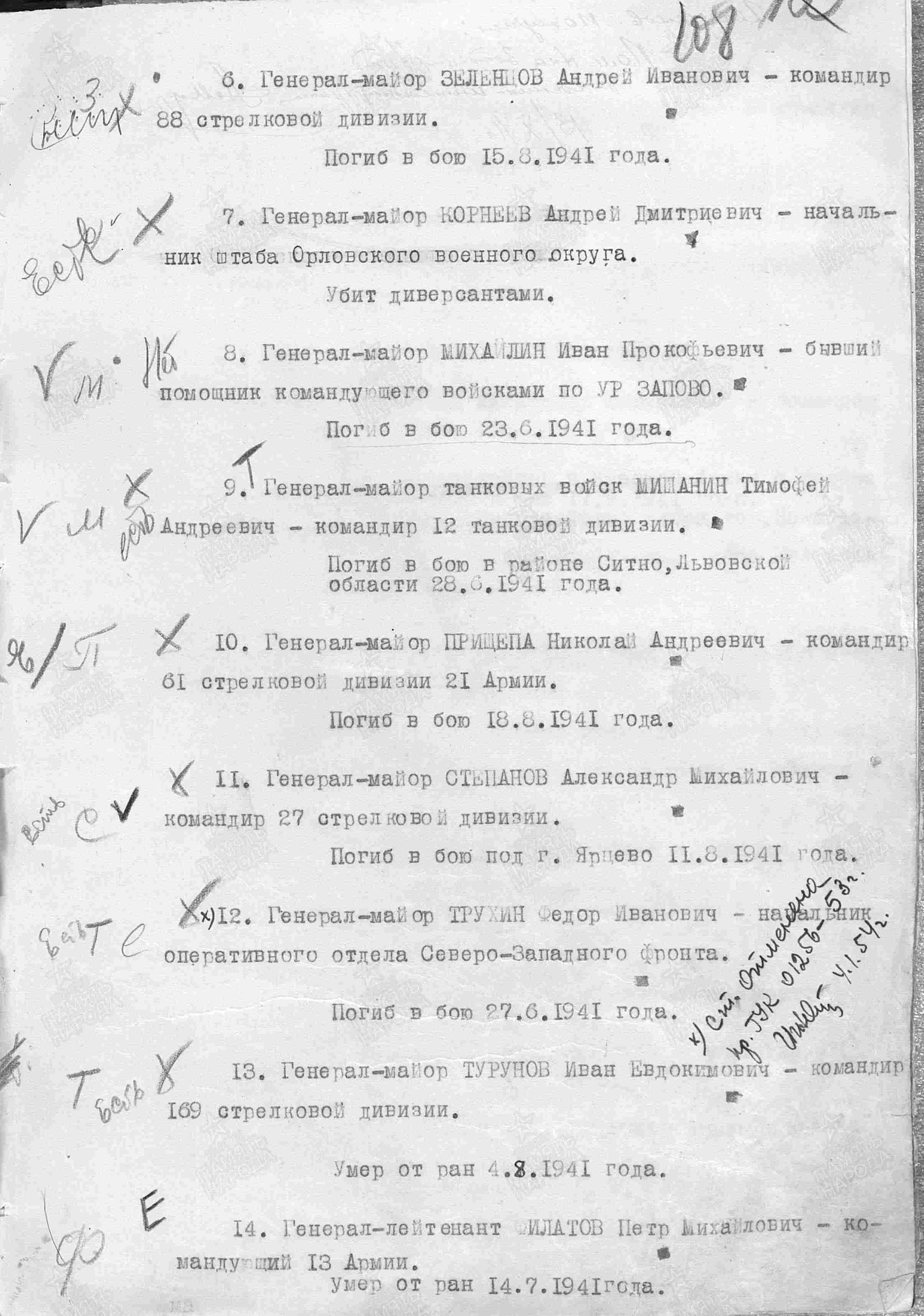

### Видео
«Герои с берегов Суры». Документальный фильм о 61-й стрелковой дивизии
 Торжественное открытие памятника подвигу 61-й стрелковой дивизии
 В Каменке открыли памятник в честь бойцов 61-й стрелковой дивизии
 В Пензе состоялась презентация книги «Сорвавшие блицкриг. История 61-й стрелковой дивизии»